# Эллинистическая философия
Эллинистическая философия — последний период развития философии Древней Греции, последовавший за Аристотелем. К основным чертам эллинистической философии относят этическую направленность и адаптацию восточных религиозных моментов. В IV в до н. э. центром философии были Афины, где сформировалось 4 школы: Академия, Ликей (перипатетики), «Сад» (эпикурейцы) и Стоя (стоики).

## Исторические предпосылки
Формирование среди греков нового взгляда на мир было обусловлено исторической ситуацией в античном мире. После попытки Александра Македонского создать масштабную империю, смешав при этом самые разные культуры, в греческую философию начали проникать элементы других культур. Греческий мир перестал быть компактной совокупностью полисов, он стал империей, включавшей в себя различные народы. Однако и культура эллинов оказала своё существенное влияние на вавилонян, сирийцев, египтян и др.
Переломным стал III век до н.э. С одной стороны, в этот период правители становились покровителями философов, что способствовало развитию науки. Однако с другой, начало кардинальным образом меняться политическое устройство. Полководцы Александра Македонского (диадохи) не сумели сохранить его империю единой, а потому в отдельных государствах начали возникать военные диктатуры, тирании. Между правителями непрерывно шли войны, что делало жизнь людей абсолютно нестабильной. Уже из-за этого мировоззрение греческого общества начало меняться кардинальным образом. Если раньше управление городом-государством считалось общим делом, каждый уважающий себя гражданин должен был так или иначе участвовать в политической жизни, то теперь занятия политикой становились непривлекательными, крайне опасными. Наоборот, люди начали желать прожить «незаметную» жизнь, только чтобы их никак не коснулась политика. Из этой предпосылки затем и выстроилось эпикурейское отношение к общественной жизни, которая должна ограничиваться кругом близких людей. В то же время, была утрачена политическая стабильность и в вопросах смены правителей. Регулярно совершались свержения тиранов, на их место приходили новые правители. Если правитель был покровителем какого-нибудь учёного, то последний не мог быть уверен в том, что завтра его патрона не убьют. Весь этот хаос в политической жизни в совокупности с постоянными войнами заставил людей обратиться от внешних, общественных дел внутрь себя, начать поиски нового способа жизни в непривычных условиях. Философские школы появляются в самых отдаленных уголках греческого мира от Крыма до Западного Средиземноморья.
С утратой рядовыми гражданами возможности влиять на политические процессы, с упадком греческих полисов, связана и трансформация философии в целом. Если раньше она была нацелена на познание некой абсолютной истины, была широко распространена метафизика, то в эпоху эллинизма философы обращаются к поиску наиболее пригодной с этической точки зрения жизни для каждого отдельного человека. Теперь те или иные философские учения стали подразумевать определённый набор необходимых для выполнения правил жизни.

## Киники
Самыми известными представителями киников были ученик Сократа Антисфен (ок. 450 — ок. 360 до н. э.) и его ученик Диоген (ок. 400 — ок. 325 до н. э.). Антисфен выступал за упрощение жизни, считал, что философия должна быть ближе к природе. «Тонкое» мудрствование он считал никчёмным. По его словам, не должны существовать ни правительства, ни государства. Антисфен презирал богатство и роскошь.
Прославил Антисфена его ученик Диоген. Сохранилось множество преданий, легенд и забавных случаев, связанных с этим философом. Считается, что жил Диоген в бочке. Он, как и его учитель, ненавидел богатство, считая его явлением случайным. Разум для киников был единственной ценностью. Диогена считают первым приверженцем космополитизма, он не признавал никаких границ и государств, считая человека — высшим благом. Мир, по Диогену, очень плох, поэтому необходимо научиться жить отдельно от него, избавившись от всего наживного.

## Скептицизм
Скептицизм — направление в философии, возникшее под влиянием античной философии на основе идеи о текучести всего сущего («все течет, все меняется»). В частности Демокрит утверждал, что мёд ничуть не более сладок, чем горек, кроме того он постоянно меняется. Всякая вещь, с точки зрения скептиков, «есть это не в большей степени, чем то». Скептики также отмечали разницу между чувственным восприятием и мышлением. Поэтому утверждать ничего в точности не имеет смысла. Лучше высказываться, например, так: «Мне кажется, что еда сладкая». Воздержание от категорических суждений приводит к невозмутимости — идеалу для мудреца.
Основателем скептицизма является Пиррон (360—270 до н. э.). На его воззрения сильное влияние оказал Демокрит, а также аскеты и сектанты, с которыми Пиррон имел дело в азиатском походе Александра Македонского. Одной из центральных идей философии Пиррона является стремление к безмятежности (атараксии). Пиррон не писал сочинений, а излагал свои идеи устно.

## Эпикуреизм
Самыми яркими представителями эпикуреизма являются Эпикур (341—270 до н. э.) и Лукреций Кар (ок. 99 — 55 до н. э.). Эпикур развил идеи атомизма. Он не мог принять причинность, царившую в мире атомов Демокрита, согласно которому все создано в результате «столкновений» и «отскакиваний» атомов. Эпикур приписывает атомам способность «отклоняться» в результате движения «связной цепью». Он фактически приписывает атомам определенную волю, из-за которой мир не является хаотичным. Факт проявления воли и «отклонения атомов» Плутарх называет случаем. Таким образом получается, чт
о «в необходимости нет никакой необходимости». Эпикур считает, что жизнь и смерть одинаково не страшны для мудреца: «Пока мы существуем, нет смерти; когда смерть есть, нас более нет». Знания Эпикур рассматривает как результат осмысления чувственного опыта. Центральной идеей этического учения Эпикура является стремление к наслаждению (принцип гедонизма), часто созерцательному. Высшим благом для философа по Эпикуру является постоянное ощущение наслаждения, то есть избавление от страданий. Для этого он призывает жить разумно и нравственно, проявлять уважение к богам.
Лукреций — философ, политик и поэт, автор поэмы «О природе вещей», в которой изящно описывает неуловимое действие испускаемых атомами «эйдолов» на органы чувств, которое вызывают у людей чувства и эмоции. Атомы по Лукрецию не есть минимальные дробные частицы вещества, но своего рода творческие образы, материал для природы. Также как и Эпикур признает существование богов и души, рассматривая её как совокупность из самых гладких частиц.

## Стоицизм
Стоицизм как подход в философии просуществовал с III в. до н. э. до III в. н. э. Труды ранних стоиков (Зенона Китийского, Хрисиппа, Сфера Боспорского) дошли до нас неполными, поздних (I, II в. Плутарх, Цицерон, Сенека, Марк Аврелий) — в виде отдельных сохранившихся сочинений.
Идеал стоика — невозмутимый, даже «бесчувственный» мудрец, свободный от страстей. Стоики в своих учениях уделяли много внимания феномену воли. На учение стоиков поэтому сильное влияние оказал Сократ, отважно вынесший суд над ним и казнь. По мнению Хрисиппа вся вселенная состоит из единой душевной нежной материи — эфира. Марк Аврелий, римский император, считал, что всё в мире взаимосвязано, развивается по какому-то закону, под руководством божественного провидения. Существует единая мировая душа, управляющая всем сущим. Особенно отчетливо эта мысль звучит в трудах Сенеки, для которого свобода — высший идеал.
Философия ранних стоиков строится на том, что мир состоит из четырёх стихий: земли, воды, огня и воздуха. Надо сказать, что стоики верили предсказаниям и астрологии. Основой мироздания считались огонь и воздух. Закон, по которому огонь переходит в другие стихии, вслед за Гераклитом назвали Логосом. Судьба для стоиков есть Логос Космоса: ею упорядочивается все в мире. Марк Аврелий также считал, что все люди равны от рождения и уважал формы правления, при которых в управлении страной задействовано всё население страны. Во время его царствования было улучшено положение женщин и рабов. Кроме того, стоики уделяли большое внимание грамматике.

## Неоплатонизм
Виднейшим из неоплатоников был Плотин, живший в третьем веке. Мир един, считал Плотин, но не таким образом, что везде, в каждой области вселенной присутствует одно и то же в равной степени. Душа прекраснее косной материи, совокупность идей, Мировой Ум прекраснее Мировой Души (то есть всех душ), а Единое — Благо прекраснее Мирового Ума. Источником всего прекрасного как раз и является Единое — Благо.